# Королёк, Артём Михайлович
Артём Михайлович Королёк (бел. Арцём Міхайлавіч Каралёк; род. 20 февраля 1996, Гродно) — белорусский гандболист, линейный польского клуба «Виве Кельце» и сборной Белоруссии. Мастер спорта.

## Карьера

### Клубная
Воспитанник гродненской школы гандбола, первые тренеры — Максим Ярманов и Дмитрий Тихон. В 16-летнем возрасте начал выступать за местный «Кронон». В 2014 году Королёк перешёл в минский СКА, а в ноябре 2016-го — во французский клуб «Сен-Рафаэль». В начале октября 2017 года подписал четырёхлетний контракт с польским «Виве», за который выступает с сезона 2018/19.
В сезоне-2020/21 и сезоне-2021/22 был признан лучшим линейным чемпионата Польши. Так же был признан самым ценным игроком «финала четырёх» Лиги чемпионов ЕГФ-2021/22. Признан лучшим спортсменом Белоруссии в 2022 году по версии издания «Прессбол».

### В сборной
Артём Королёк выступает за национальную сборную с 2013 года. Участник чемпионатов Европы 2016 и 2018 годов, а также чемпионата мира 2017 года.

## Статистика
| Выступление      | Выступление      | Выступление      | Чемпионат | Чемпионат | Еврокубки | Еврокубки | Итого | Итого |
| Клуб             | Лига             | Сезон            | Игры      | Голы      | Игры      | Голы      | Игры  | Голы  |
| ---------------- | ---------------- | ---------------- | --------- | --------- | --------- | --------- | ----- | ----- |
| Сен-Рафаэль      | StarLigue        | 2016/17          | 13        | 32        | 10        | 15        | 23    | 47    |
| Сен-Рафаэль      | StarLigue        | 2017/18          | 24        | 60        | 12        | 41        | 36    | 101   |
| Сен-Рафаэль      | Итого            | Итого            | 37        | 92        | 22        | 56        | 59    | 148   |
| Виве Кельце      | Superliga        | 2018/19          | 29        | 103       | 18        | 54        | 47    | 157   |
| Виве Кельце      | Итого            | Итого            | 29        | 103       | 18        | 54        | 47    | 157   |
| Всего за карьеру | Всего за карьеру | Всего за карьеру | 66        | 195       | 40        | 110       | 106   | 305   |